# Prodesmodora arctica
Prodesmodora arctica är en rundmaskart. Prodesmodora arctica ingår i släktet Prodesmodora, och familjen Desmodoridae. Arten är reproducerande i Sverige.